# فارتان أدجيميان
فارتان أدجيميان من مواليد 27 أبريل 1956، ملحن أرمني لموسيقى الأوركسترا والأوبرالية وموسيقى الحجرة وقد عُرضت أعماله في جميع أنحاء العالم.
درس أدجيميان التأليف مع الملحن الأرمني البارز غازروس ساريان (ابن مارتيروس ساريان) في معهد بريفان كوميتاس الحكومي من عام 1973 إلى عام 1981.